# ロッカスカレーニャ
ロッカスカレーニャ（イタリア語: Roccascalegna）は、イタリア共和国アブルッツォ州キエーティ県にある、人口約1,200人の基礎自治体（コムーネ）。

## 地理

### 位置・広がり

#### 隣接コムーネ
隣接するコムーネは以下の通り。
- アルティーノ
- アルキ
- ボンバ
- カーゾリ
- ジェッソパレーナ
- トッリチェッラ・ペリーニャ

## 行政

### 分離集落
ロッカスカレーニャには、以下の分離集落（フラツィオーネ）がある。
- Agoniera, Aia di Rocco, Articciaro, Capriglia, Collebuono, Colle Grande, Finocchieto, Fontacciaro, Pagliari Gentili, Solagne